# Аконибе
Аконибе (фр. Aconibe) — город в Экваториальной Гвинее, расположен в провинции Веле-Нзас.

## Географическое положение
Аконибе расположен недалеко от границы с Габоном.

## Демография
Население города по годам:
| 1983  | 2001  | 2010   |
| ----- | ----- | ------ |
| 1 700 | 8 795 | 14 969 |